# Новокараваєві Дачі
Новокарава́єві Да́чі (приблизно до середини XX ст. Новокарава́євські Да́чі) — історична місцевість, житловий масив міста Києва. Частина Караваєвих (Караваєвських) Дач, розташована в межах вулиці Комбайнерів, проспекту Відрадного, станції Київ-Волинський і залізниці.
Розплановані на межі 1930–40-х років, перші 60 садиб забудовані ще до 1943 року (частково нинішні вулиці Зелена, Планерна, Залісна та Одеська). Основна забудова здійснена в 1940–50-х роках, переважно одноповерховою садибною забудовою (по краях присутня двоповерхова багатоквартирна забудова). Більшість вулиць на Новокараваєвих Дачах одержали сучасні назви в 1944 році.